# Chantal Wick
Chantal Wick (* 24. Februar 1994 in Zürich, Schweiz) ist eine ehemalige Schweizer Handballspielerin, die dem Kader der Schweizer Nationalmannschaft angehörte.

## Karriere

### Im Verein
Wick begann das Handballspielen in ihrer Geburtsstadt beim Grasshopper Club Zürich, der im Jahr 2010 mit ZMC Amicitia Zürich fusionierte und seitdem den Club GC Amicitia Zürich bildet. Mit der Damenmannschaft des Vereins stieg sie zweimal in die SPAR Premium League 1 auf. Weiterhin engagierte sie sich im Club als Jugendtrainerin. Im Jahr 2016 wechselte die Rückraumspielerin zum Erstligisten Spono Eagles aus Nottwil. Mit Spono gewann sie 2018 die Schweizer Meisterschaft sowie 2018 und 2019 den Schweizer Cup.
Wick unterschrieb im Jahr 2019 einen Zweijahresvertrag beim deutschen Bundesligisten Neckarsulmer Sport-Union. In der Saison 2020/21, die Neckarsulm auf dem sechsten Platz abschloss, erzielte Wick 52 Treffer. Nach Vertragsende schloss sie sich dem Bundesligaaufsteiger BSV Sachsen Zwickau an. Ab dem Sommer 2022 stand sie beim dänischen Erstligisten Ajax København unter Vertrag. Zur Saison 2023/24 kehrte Wick zur GC Amicitia Zürich zurück, bei dem sie sowohl als Spielerin als auch als Co-Trainerin tätig ist. In ihrer ersten Saison wieder zurück bei ihrem Jugendverein holt sie mit ihrem Team überraschend den zweiten Rang in der Meisterschaft. Anfang Mai 2025 gab sie ihren Rücktritt auf Ende Saison bekannt.

### In Nationalmannschaften
Wick absolvierte jeweils zwei Länderspiele für die Schweizer Jugend- und für die Juniorinnenauswahl. Am 23. November 2017 gab sie ihr Länderspieldebüt für die Schweizer A-Nationalmannschaft in einem Testspiel gegen Norwegen. Mit der Schweiz qualifizierte sie sich im März 2022 für die Europameisterschaft. Bei der EM 2022 wurde Wick in zwei Partien eingesetzt, in denen sie torlos blieb. Sie stand auch im Kader für die Europameisterschaft 2024. Die Schweiz erreichte die Hauptrunde und beendete das Turnier auf dem 12. Platz. Wick kam in 6 Spielen zum Einsatz und erzielte 4 Tore. Im Februar 2025 gab sie ihren Rücktritt aus dem Nationalteam bekannt.

## Sonstiges
Wick arbeitet seit dem 1. Juli 2023 beim Schweizerischen Handball-Verband als Projektleiterin Marketing, CRM & Kampagnenmanagement in einem 80 % Pensum.